# Tennis op de Paralympische Zomerspelen 2008
Op de XIIIe Paralympische Spelen die in 2008 werden gehouden in de Chinese hoofdstad Peking was tennis een van de 20 sporten die werd beoefend.
Tijdens deze spelen stonden er 24 evenementen op het programma.

## Mannen

### Individueel
| plaats | land | naam             |
| ------ | ---- | ---------------- |
| Goud   | JPN  | Shingo Kunieda   |
| Zilver | NED  | Robin Ammerlaan  |
| Brons  | NED  | Maikel Scheffers |

### Dubbel
| plaats | land | naam                              |
| ------ | ---- | --------------------------------- |
| Goud   | FRA  | Stéphane Houdet Michaël Jérémiasz |
| Zilver | SWE  | Peter Vikström Stefan Olsson      |
| Brons  | JPN  | Shingo Kunieda Satoshi Saida      |

## Vrouwen

### Individueel
| plaats | land | naam                |
| ------ | ---- | ------------------- |
| Goud   | NED  | Esther Vergeer      |
| Zilver | NED  | Korie Homan         |
| Brons  | FRA  | Florence Gravellier |

### Dubbel
| plaats | land | naam                                 |
| ------ | ---- | ------------------------------------ |
| Goud   | NED  | Korie Homan Sharon Walraven          |
| Zilver | NED  | Jiske Griffioen Esther Vergeer       |
| Brons  | FRA  | Florence Gravellier Arlette Racineux |

## Quad

### Individueel
| plaats | land | naam            |
| ------ | ---- | --------------- |
| Goud   | GBR  | Peter Norfolk   |
| Zilver | SWE  | Johan Andersson |
| Brons  | USA  | David Wagner    |

### Dubbel
| plaats | land | naam                         |
| ------ | ---- | ---------------------------- |
| Goud   | USA  | Nick Taylor David Wagner     |
| Zilver | ISR  | Shraga Weinberg Boaz Kramer  |
| Brons  | GBR  | Jamie Burdekin Peter Norfolk |

## Uitslagen Belgische deelnemers
| Plaats    | Categorie           | Naam                  |
| --------- | ------------------- | --------------------- |
| 3de ronde | Mannen Individueel  | Joachim Gerard        |
| 2de ronde | Vrouwen Individueel | Marie-Annick Sevenans |

## Uitslagen Nederlandse deelnemers
| Plaats       | Categorie           | Naam                       |
| ------------ | ------------------- | -------------------------- |
| Zilver       | Mannen Individueel  | Robin Ammerlaan            |
| Brons        | Mannen Individueel  | Maikel Scheffers           |
| 2de ronde    | Mannen Individueel  | Eric Stuurman              |
| Goud         | Vrouwen Individueel | Esther Vergeer             |
| Zilver       | Vrouwen Individueel | Korie Homan                |
| 4            | Vrouwen Individueel | Jiske Griffioen            |
| kwartfinales | Vrouwen Individueel | Sharon Walraven            |
| kwartfinales | Gemengd Individueel | Bas van Erp                |
| kwartfinales | Gemengd Individueel | Dorrie Timmermans-van Hall |
| 1ste ronde   | Gemengd Individueel | Monique de Beer            |
| Goud         | Vrouwen Dubbel      | Korie Homan                |
| Goud         | Vrouwen Dubbel      | Sharon Walraven            |
| Zilver       | Vrouwen Dubbel      | Jiske Griffioen            |
| Zilver       | Vrouwen Dubbel      | Esther Vergeer             |
| 4            | Mannen Dubbel       | Maikel Scheffers           |
| 4            | Mannen Dubbel       | Ronald Vink                |
| kwartfinales | Mannen Dubbel       | Robin Ammerlaan            |
| kwartfinales | Mannen Dubbel       | Eric Stuurman              |
| 4            | Gemengd Dubbel      | Bas van Erp                |
| 4            | Gemengd Dubbel      | Dorrie Timmermans-van Hall |

Atletiek · Bankdrukken · Basketbal · Blindenvoetbal · Boogschieten · Boccia · CP-voetbal · Goalball · Judo · Paardensport · Roeien · Rugby · Schermen · Schietsport · Tafeltennis · Tennis · Volleybal · Wielersport · Zeilen · Zwemmen
Seoel 1988 ·
Barcelona 1992 ·
Atlanta 1996 ·
Sydney 2000 ·
Athene 2004 ·
Peking 2008 ·
Londen 2012 ·
Rio de Janeiro 2016 ·
Tokio 2020 ·
Parijs 2024 ·
Los Angeles 2028